# Nexus Nya Tider
Nexus Nya Tider var namnet på den svenska upplagan av en alternativtidskrift, som var en avknoppning av Nexus New Times vilken startades 1987 i Australien och varifrån man lånade många artiklar. Nexus Nya Tider klassade sig som religiöst och politiskt obunden och gavs ut mellan 1998 och 2000.
Chefredaktören för den svenska upplagan var Lars Adelskogh, ansvarig utgivare och redaktionschef var Johan Niklasson. Man publicerade artiklar om bland annat alternativ medicin, konspirationsteorier, mörkläggningar, maktmissbruk, religionshistoria och nyandlighet. Exempel på artikelförfattare som figurerat i tidskriften är Roger Viklund och Jüri Lina. 
Tidskriften präglades av ifrågasättande av etablerad vetenskap, kristendom, socialism och frimureri, samt av konspirationsidéer om vad man kallade "ondskans välde". Sinsemellan motsägelsefulla artiklar beskrev vedertagna medicinska och fysikaliska sanningar som lögner och humbug, och presenterade alternativa botemedel på aids, cancer, jordens energibehov, med mera. En del av denna kunskap skulle enligt vissa av artiklarna ha undanhållits allmänheten av "undergrävande grupper och/eller främmande makter", då det ligger i deras intresse att den inte är fritt tillgänglig för alla utan bör förbehållas "världsregeringen, när den blir beredd att ta ansvar för världen". 
Tidskriften har granskats i en magisteruppsats.
Nexus Nya Tider skall inte blandas ihop med den tidigare tidskriften Nexus, som i slutet av 1970- och början av 1980-talet gavs ut av Peter Sandblad. Nexus kombinerade new age-artiklar med så kallad humanistisk filosofi och i varje nummer fanns en artikel av eller om gurun Bhagwan Shree Rajneesh, senare kallad Osho.

## Högerextrem utveckling
Mot slutet förekom också flera uppenbart högerextrema, nationalistiska och antisemitiska artiklar som tydligt bröt av mot moderupplagans mer New Age-inriktade anda. När den australiska ägaren så småningom blev varse vilken inriktning den svenska upplagan fått tvingades den lägga ned.
En annan eldsjäl övertog efter en tid projektet och försökte återskapa Svenska Nexus i enlighet med originalavsikterna: att ingen rasism skulle få förekomma, och att endast material som givits ut av den australiska förlagan skulle få förekomma. Duncan Roads, chefredaktören för australiska Nexus var nöjd. Men då de svenska nynazisterna därmed blivit av med en kanal för sina artiklar inledde de enligt uppgift en hat- och terrorkampanj mot den nya redaktionen, så att den nystartande redaktören nödgades rymma fältet och byta adress. Efter nypremiärnumret i september 2004 har inga fler nummer givits ut.